# Северо-Байкальское нагорье
Се́веро-Байка́льское наго́рье (бур. Хойто-Байгалай хадалиг газар) — система среднегорных массивов и плосковершинных хребтов (Верхнеангарский, Сынныр) в Прибайкалье на территории Иркутской области и Бурятии.
Высочайшая вершина нагорья — голец Иняптук (2578 м). Нагорье отделено долиной Витима от Патомского нагорья. Сложено метаморфическими породами, прорванными гранитами, присутствуют многолетнемёрзлые породы.
Склоны гор покрыты лиственничной тайгой, сменяющейся горной тундрой.
Все реки Северо-Байкальского нагорья принадлежат бассейнам Байкала и Лены. Наиболее крупными сплавными реками считаются Чая (353 км), Чечуй (231 км), Миня (176 км), Моголь (162 км), Окунайка (155 км), Кутима (141 км), Тыя (125 км), Домугда (115 км), Черепахина (97 км). Остальные реки данной области представляют собою либо самостоятельные водотоки, либо притоки уже названных рек и относятся к классу малых (40-75 км).